# Mathurin Jacques Brisson
Mathurin Jacques Brisson (ur. 30 kwietnia 1723, zm. 23 czerwca 1806) – francuski zoolog i filozof przyrody. Specjalizował się głównie w ornitologii i entomologii.

## Życiorys
Brisson urodził się w Fontenay-le-Comte. We wczesnych latach życia zajmował się historią naturalną. Pierwsze prace naukowe opublikował w 1756 (Le Règne animal) i 1760 (Ornithologie) roku. W 1759 roku został członkiem Francuskiej Akademii Nauk (fr. Académie des sciences). Po śmierci Réaumura (1683–1757), którego był asystentem, porzucił historię naturalną i został profesorem filozofii przyrody w Kolegium Nawarry w Paryżu. W tym czasie napisał kilka prac naukowych i książek, w tym Pesanteur Spécifique des Corps z 1787 roku. Zmarł w Croissy koło Paryża.

## Publikacje
- Regnum animale in classes IX distributum sive Synopsis methodica. Haak, Paryż, Leiden 1756–62.
- Ornithologia sive Synopsis methodica sistens avium divisionem in ordines, sectiones, genera, species, ipsarumque varietates. Bauche, Paryż, Leiden 1760–63.
- Supplementum Ornithologiæ sive Citationes, descriptionesque antea omissæ & species de novo adjectæ, ad suaquaque genera redactæ. Paryż 1760.
- Lettres de deux Espagnols sur les manufactures. Vergera 1769.
- Dictionnaire raisonné de physique. Thou, Paryż 1781–1800.
- Observations sur les nouvelles découvertes aërostatiques. Lamy, Paryż 1784.
- Pesanteur spécifique des corps. Paris 1787.
- Traité élémentaire ou Principes de physique. Moutard i Bossange, Paryż 1789–1803.
- Trattato elementare ovvero Principi di fisica. Grazioli, Florencja 1791.
- Die spezifischen Gewichte der Körper. Lipsk 1795.
- Suplemento al Diccionario universal de física. Cano, Madryt 1796–1802.
- Principes élémentaires de l'histoire naturelle et chymique des substances minérales. Paryż 1797.
- Anfangsgründe der Naturgeschichte und Chemie der Mineralien. Mainz 1799.
- Instruction sur les nouveaux poids et mesures. Paryż 1799.
- Elémens ou Principes physico-chymiques. Bossange, Paryż 1800.
- Elements of the natural history and chymical analysis of mineral substances. Ritchie, Walker, Vernor i Hood, Londyn 1800.
- Tratado elemental ó principios de física. Madryt 1803/04.